# Isabelle Nanty
Isabelle Nanty (Verdun, 21 gennaio 1962) è un'attrice francese.
È nota in particolare per il ruolo di Georgette nel film Il favoloso mondo di Amélie (2001).

## Filmografia parziale
- A Parigi con amore (Rouge baiser), regia di Véra Belmont (1985)
- Quarto comandamento (La passion Béatrice), regia di Bertrand Tavernier (1987)
- L'Autrichienne, regia di Pierre Granier-Deferre (1990)
- Zia Angelina (Tatie Danielle), regia di Étienne Chatiliez (1990)
- La belle histoire, regia di Claude Lelouch (1992)
- I visitatori (Les visiteurs), regia di Jean-Marie Poiré (1993)
- Les Amoureux, regia di Catherine Corsini (1994)
- Serial Lover, regia di James Huth (1998)
- Il favoloso mondo di Amélie (Le Fabuleux Destin d'Amélie Poulain), regia di Jean-Pierre Jeunet (2001)
- Asterix & Obelix - Missione Cleopatra (Astérix & Obélix: Mission Cléopâtre), regia di Alain Chabat (2002)
- Tutte le ragazze sono pazze (Toutes les filles sont folles), regia di Pascale Pouzadoux (2003)
- Mai sulla bocca (Pas sur la bouche), regia di Alain Resnais (2003)
- Agathe Cléry, regia di Étienne Chatiliez (2008)
- Incognito, regia di Éric Lavaine (2009)
- La bonne conscience, episodio de Gli infedeli (Les infidèles), regia di Michel Hazanavicius (2012)
- Queens of the Ring (Les reines du ring), regia di Jean-Marc Rudnicki (2013)
- Qualcosa di meraviglioso (Fahim), regia di Pierre-François Martin-Laval (2019)
- Estate '85 (Été 85), regia di François Ozon (2020)
- Bigbug (Big Bug), regia di Jean-Pierre Jeunet (2022)
- Una bugia per due (Je ne suis pas un héros), regia di Rudy Milstein (2023)